# Lhoba
Lhoba, Loba, Lopa (chiń. 珞巴, pinyin Luòbā zú) – jedna z 55 mniejszości narodowych oficjalnie uznanych przez władze Chin, zamieszkująca trudno dostępne stoki Himalajów. Termin „lhoba” o niejasnej proweniencji jest raczej zbiorczym określeniem szeregu drobnych grup nieposiadających wspólnej tożsamości etnicznej. Posługują się one czasami wzajemnie niezrozumiałymi językami z grupy tybeto-birmańskiej.